# Баптиста, Лукаян
Лукаян Баптиста (порт. Lukaian Baptista; род. 7 апреля 1983, Сан-Паулу), более известный как просто Лукаян — бразильский игрок в мини-футбол. Нападающий бразильского клуба «Коринтианс» и сборной Бразилии по мини-футболу.

## Биография
В юности Лукаян выступал за бразильские клубы «Апама», «ЖМС» и «Ювентус». Затем он играл за «Банеспу» и «Ульбру», в составе последней становился чемпионом Бразилии по мини-футболу.
В 2003 году бразилец перебрался в Португалию, где в течение сезона выступал за «Бенфику». В её составе он дебютировал в Кубке УЕФА по мини-футболу сезона 2003/04. Сделав дубль в матче против бельгийского «Аксьон 21», Лукаян вывел свою команду в финал турнира, где лиссабонцы уступили испанскому «Бумеранг Интервью». Чемпионат Испании и стал следующим пунктом в карьере Лукаяна. Вначале он выступал за «Каха Сеговия», затем за «МРА Наварра». Бразильцу удалось стать одним из лидеров памплонской команды.
В 2009 году Лукаян ненадолго вернулся в Бразилию, где выступал за «Жоинвиль». Затем он перешёл в российский клуб «Газпром-Югра», где сходу снискал себе славу голеадора. Отыграв менее половины сезона 2009/10, бразильцу удалось войти в десятку его лучших бомбардиров. Следующий сезон вышел для Лукаяна менее результативным, и вскоре он покинул Россию и перешёл в бразильский «Коринтианс».
Лукаян является игроком сборной Бразилии по мини-футболу. Он играл в её составе на нескольких турнирах, в том числе на Гран-при 2009 года.

## Достижения
- Чемпион Бразилии по мини-футболу 2003